# Tour (fortification)
Pour les articles homonymes, voir Tour.

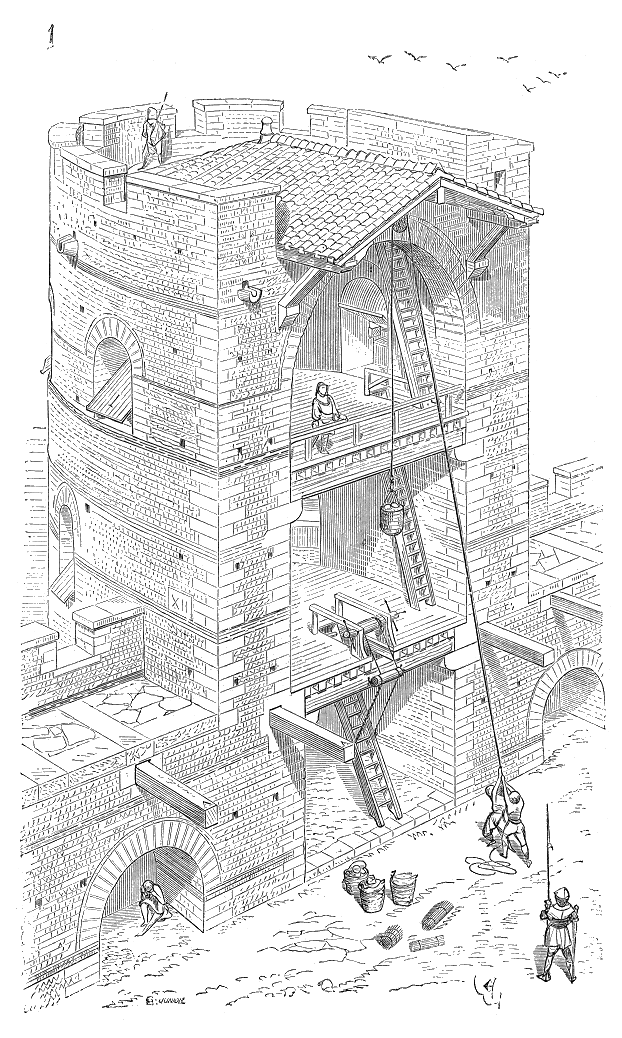
Type de tour de la fin de l'empire romain, ouverte à la gorge, mais interrompant les chemins de ronde des courtines.

Une tour est un ouvrage fortifié, à plan circulaire, carré ou polygonal, et dont l’origine reste imprécise. Dès la plus haute antiquité, les Asiatiques, les Grecs, les Phéniciens et les Étrusques érigeaient déjà des tours pour fortifier les murailles de leurs villes et forteresses. Les Romains, qui se sont inspirés des tours étrusques et  grecques, les érigeaient généralement à plan carré, et moins souvent à plan circulaire.

## Types de tours
La tour de flanquement est placée le long d'une longue courtine dont elle assure, de part et d'autre, le flanquement.
La tour d'angle, aussi appelée tour du coin ou tour cornière, est une tour de flanquement située à l'angle d'un bâtiment ou d'une enceinte.
La tour-porte (en), est percée, à sa base, d'une porte d'accès au site bâti ou à la ville, dont elle assure la défense – pour les grandes enceintes urbaines, deux tours défensives peuvent encadrer l'entrée. La tour-porche peut comporter en façade extérieure des éléments de défense comme des bretèches et des pont-levis. Cette appellation perdure jusqu'au XXIe siècle même si l'aspect défensif de la tour a disparu ; la tour-porche devient alors le symbole de l'entrée principale.
Le châtelet  est un ouvrage de défense, en avancée de la courtine, chargé de protéger un passage. Il s'agit, le plus souvent, de deux tours jumelles de flanquement, encadrant un passage voûté, qui sont reliées entre elles au-dessus de leur premier niveau.

## Évolution de la fortification

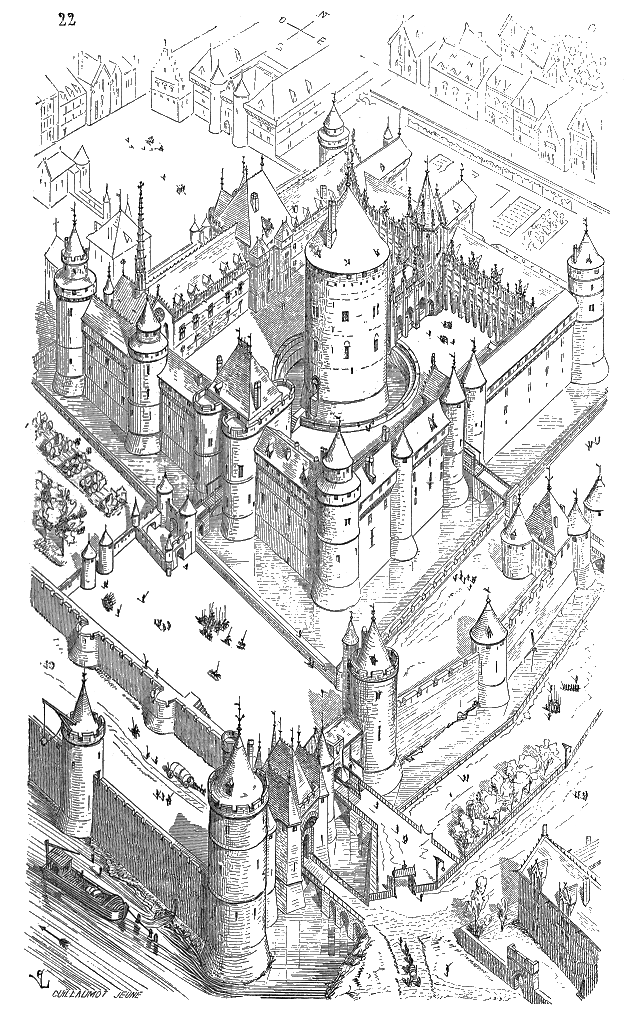
Le modèle type philippien, fixé au château du Louvre, est celui d'un plan carré flanqué par quatre tours d'angle circulaires et une tour intermédiaire par face. Il est également doté d'une porte entre deux tours et d'un donjon circulaire d'abord isolé puis intégré à l'enceinte dont les tours possèdent une capacité de défense active (archères, parapet crénelé).

Dans l'Europe médiévale, les tours des châteaux forts, souvent héritières des mottes et de leurs tours maîtresses en bois, adoptent généralement un plan carré ou rectangulaire à l'origine. Faciles à construire mais nécessitant un volume considérable de maçonnerie, elles offrent une grande habitabilité pour les aménagements résidentiels éventuels mais leurs angles saillants réservent des angles morts favorables aux attaquants et les arêtes de ces angles résistent mal aux projectiles de l'artillerie de plus en plus puissante. Certains seigneurs sont amenés à supprimer ces arêtes par l'adoption de formes plus arrondies pour les tours maîtresses et celles des flanquements : leur plan polygonal ou polylobé réduit en partie les zones mortes, offre une meilleure résistance aux pressions et permet de tirer dans toutes les directions. Ils les renforcent par une base talutée destinée à épaissir les maçonneries afin de rendre la sape difficile, voire impossible. Une tradition historiographique dans le domaine de la castellologie veut que de retour des croisades les seigneurs aient redécouvert, en Terre sainte, la technique de construction maîtrisée par les Byzantins des tours à plan semi-circulaire (de forme en U ou en fer à cheval) ou circulaire. Ils ont alors doté leurs châteaux avec ce type d'ouvrages qui permettent un tir tous azimuts éliminant les angles morts. Ce gain défensif majeur est la raison majeure avancée de la multiplication de ce type de tours alors que leur mise en œuvre est plus onéreuse et leur habitabilité moindre,.
Avec le développement de l’artillerie à feu au XIVe siècle, les fortifications deviennent obsolètes, et le siège est désormais considéré comme un duel d’artillerie entre les canons qui attaquent la place forte et ceux qui la défendent. L’art de fortifier va donc consister à donner à ces derniers le maximum d’avantages dans la lutte. Dès le XIVe siècle apparaissent les tours à canons, basses et massives, qui renforcent les forts existants. Ces ouvrages, désignés sous le nom de cavaliers, permettent de renforcer des points faibles ou de dominer des fronts.

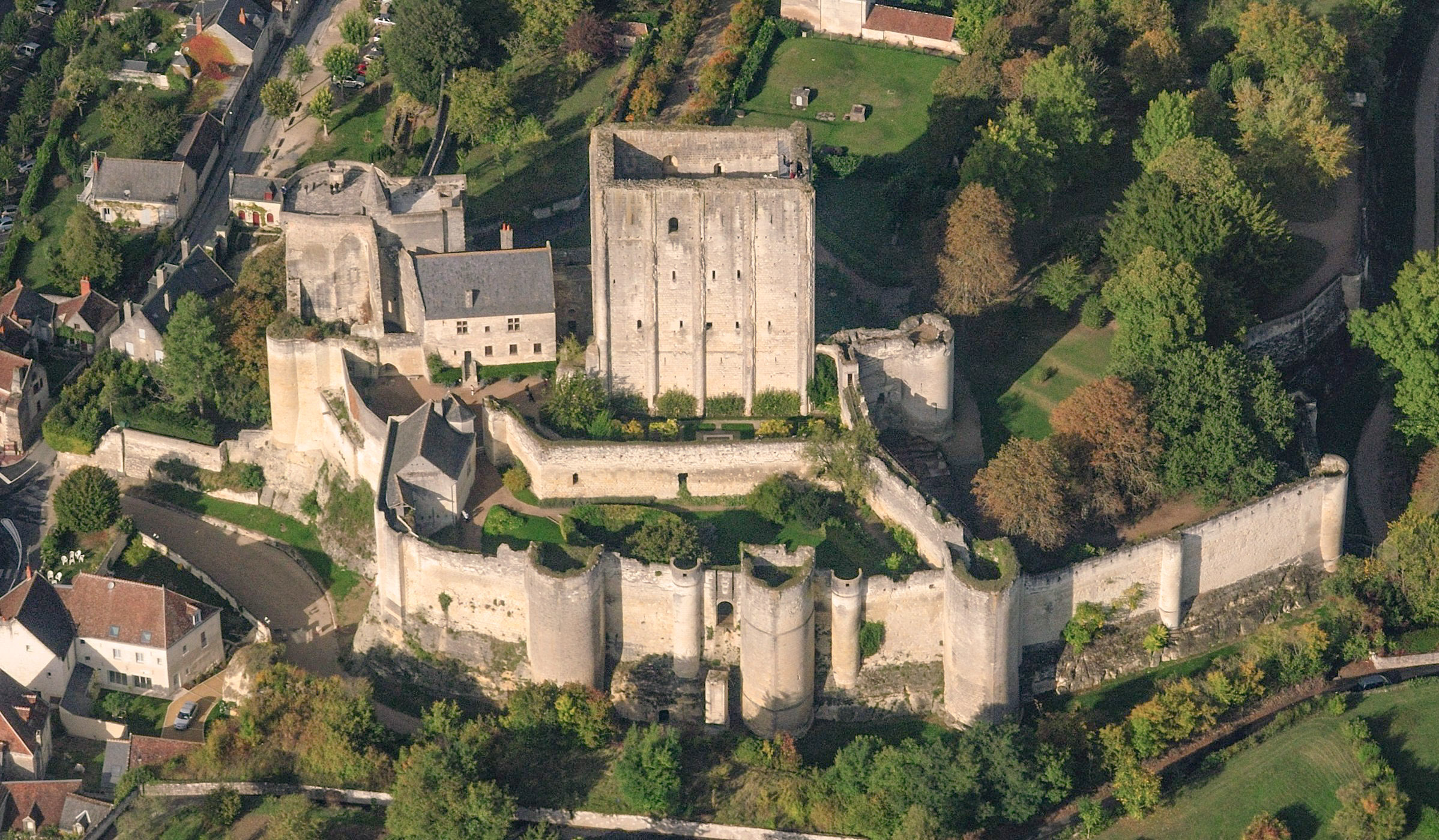
Le donjon roman quadrangulaire du château de Loches.
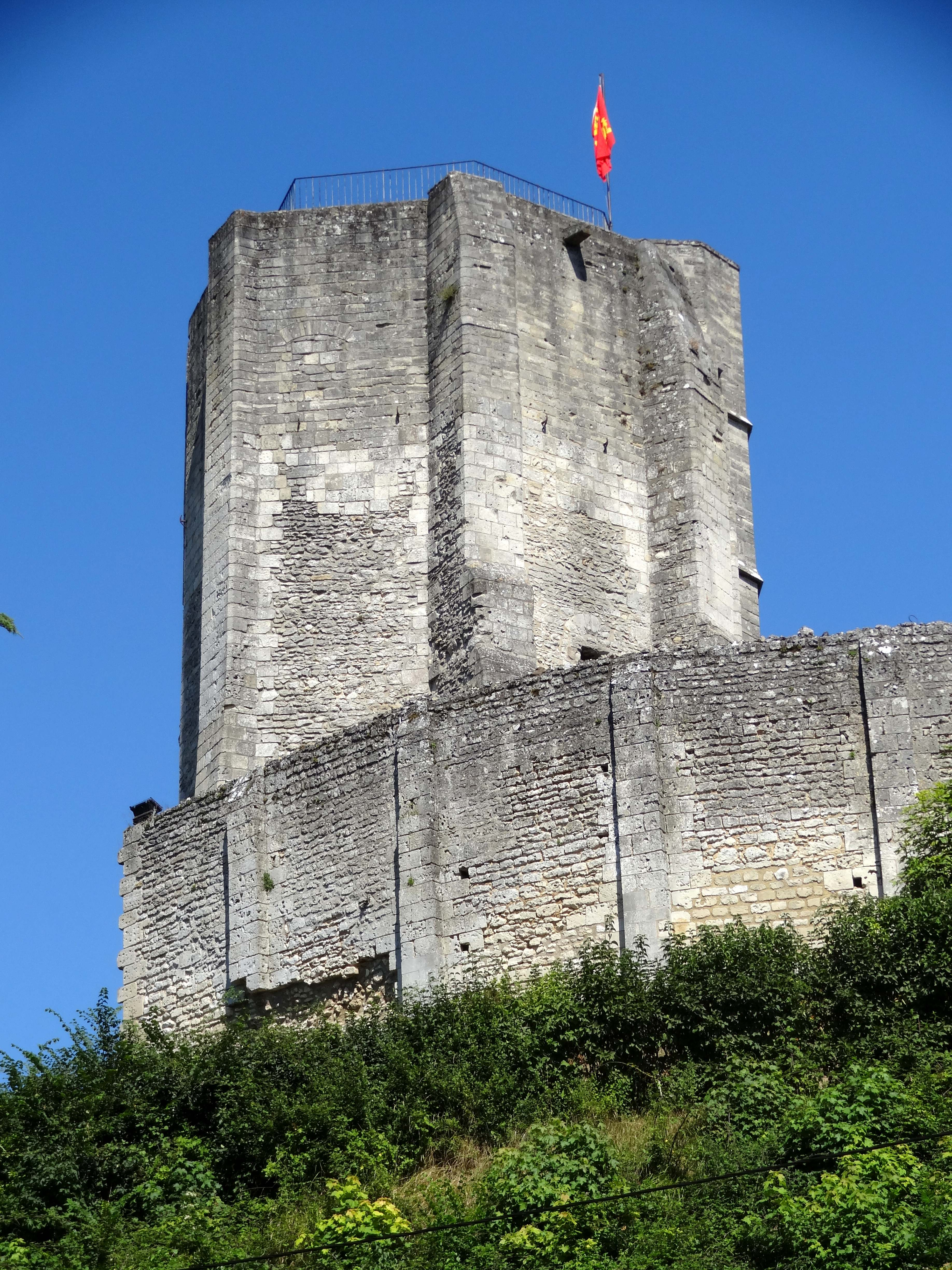
Polygonal, le donjon de Gisors est un octogone.
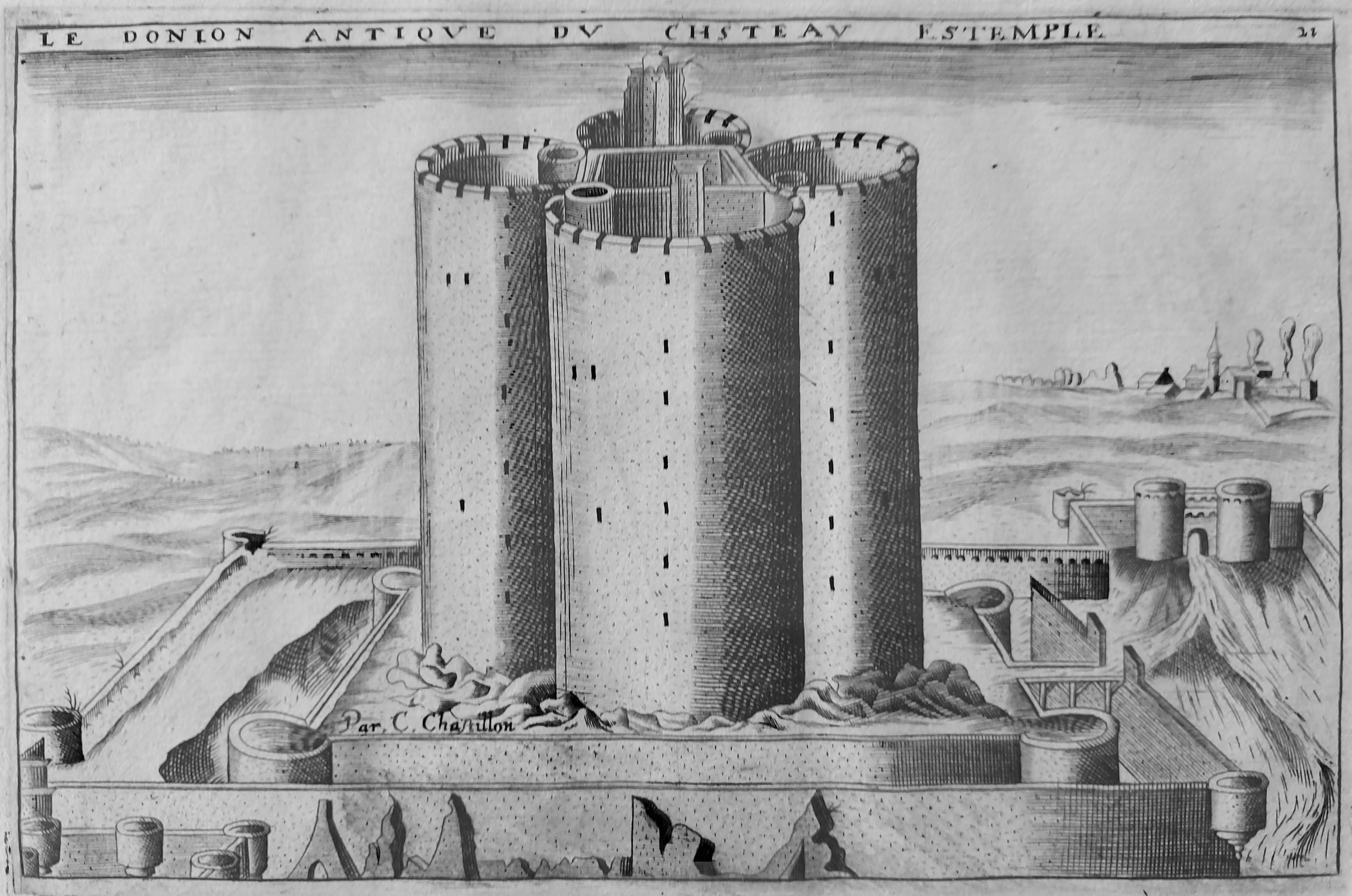
Le plan quadrilobé de la tour Guinette est obtenu par l'accolement de quatre tours semi-circulaires[7].